# William Edwards
William Edwards (1776–1842) – pochodzący z Jamajki, piszący po francusku antropolog zajmujący się powstaniem, rozwojem i charakterystyką ras ludzkich.
Edwards był synem plantatora na brytyjskiej Jamajce. Studiował medycynę w Brugii i Paryżu. W publikowanych następnie pracach podjął tematykę rozwoju i charakteru moralnego ras ludzkich, głównego tematu rozważań wczesnej antropologii. W 1839 założył w Paryżu Towarzystwo Etnologiczne, które jednak nie przetrwało rewolucji w 1848.
W 1829 roku opublikował swoją główną pracę "Des  caractères physiologiques  des  races  humaines  considérées dans leurs rapports avec l’histoire. Lettre à M. Amédés  Thierry" ("Fizjologiczna charakterystyka ras ludzkich i ich relacji wobec historii. List do M. Amédés  Thierry’ego"). W pracy tej polemizował z argumentami Jamesa Cowlesa Pricharda na temat pochodzenia ras ludzkich.
W przeciwieństwie do Pricharda (zwolennika monogenizmu) Edwards był zwolennikiem poligenizmu, czyli poglądu zgodnie z którym rasy ludzkie pochodzą od różnych przodków, a nie są wynikiem zewnętrznych warunków (takich jak klimat czy tryb życia). Rasy są stabilne, w miarę niezmienne i nie mieszają się ze sobą nawzajem. Migracje ludzkie i inwazje nie mają istotnego znaczenia, gdyż element napływowy zostaje pochłonięty przez i przytłoczony ludność lokalną. Istniejące obecnie rasy (utożsamiane częściowo z narodami), są więc bezpośrednimi kontynuatorami ras starożytnych (wymienianych np. w pismach Herodota).